# Return to Nuke 'Em High Vol. 1
Return to Nuke 'Em High Vol. 1 è un film del 2013 scritto e diretto da Lloyd Kaufman prodotto e distribuito dalla Troma
Via di mezzo fra il remake e il sequel, è il quarto capitolo della serie di Class of Nuke 'Em High, realizzato a 27 anni di distanza dal primo capitolo, uno dei titoli di punta della casa di produzione Troma.

## Trama
Dopo la demolizione del reattore nucleare a fianco alla Tromaville High School, viene costruita sullo stesso posto un'azienda produttrice di Taco per rifornire la mensa della scuola. L'azienda non rispetta alcuna norma igienica, e il contenuto del proprio cibo inizia ad infettare alcuni alunni della scuola, i quali si tramutano in una gang chiamata "Cretins" e iniziano a seminare panico e terrore per la città.

## Produzione

### Cast
Il narratore all'inizio del film è lo storico autore di fumetti Stan Lee, il quale è comparso con un cameo in nome della sua amicizia con Lloyd Kaufman.
Anche Lemmy Kilmister ha un cameo nel film interpretando il presidente degli Stati Uniti. Il cantante e bassista dei Motörhead era già comparso in svariate pellicole della Troma.